# CIVIC Education Study
Die CIVIC Education Study ist eine international vergleichende Studie zur politischen Bildung 14- bis 19-Jähriger. Sie wurde 1999–2000 von der International Evaluation Association durchgeführt.

## Ergebnisse
Das politische Wissen der deutschen Schüler liegt im Durchschnitt. Sie zeigten eine vergleichsweise geringe Bereitschaft zum politischen Engagement. Besonders auffällig war ihre wenig ausgeprägte sozial-integrative Orientierung und unter 28 Ländern die höchste Ausländerfeindlichkeit.
Anders als die PISA-Befunde erregten die Ergebnisse kein öffentliches Aufsehen.